# Tompaorrú krokodil
A tompaorrú krokodil (Osteolaemus tetraspis) a hüllők (Reptilia) osztályába krokodilok (Crocodilia) rendjébe, ezen belül a krokodilfélék (Crocodylidae) családjába tartozó legkisebb faj.

## Elterjedése
A tompaorrú krokodil Fekete-Afrikában, Nyugat-Afrikában, Közép-Afrikában, Nyugat-Szenegálban, Angolában található meg.

## Alfajai
- Osteolaemus tetraspis tetraspis
- Osteolaemus tetraspis osborni

## Megjelenése
A tompaorrú krokodil 1,5-1,9 méteresre nőhet meg. Testtömege 18-32 kilogramm. A tompaorrú krokodil az egyik legkisebb növésű krokodilféle, de ennek ellenére tekintélyt parancsolóan erőteljes testfelépítésű hüllő.

## Életmódja
Főként halakat, kétéltűeket és rákféléket fogyaszt.

## Természetvédelmi helyzete

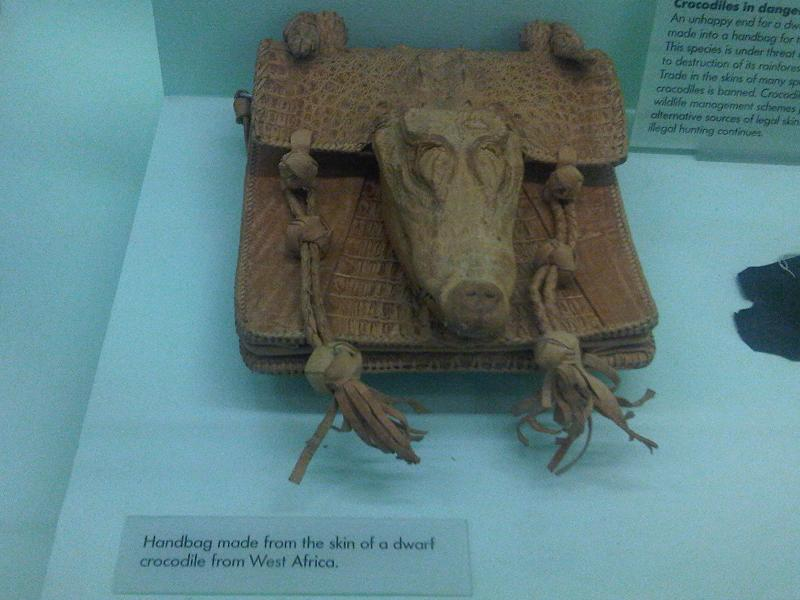
Az állat bőréből készült kézitáska, a londoni Természettudományi Múzeumban

A legtöbb krokodilt a bőréért irtják (jobb esetben tenyésztik), a tompaorrú krokodil e célra nem hasznosítható. Azonban a húsát szívesen fogyasztják, és emiatt vadásszák is – veszélyeztetettségének ez az egyik fő oka.
A krokodilok közül a tompaorrú krokodillal európai törzskönyv foglalkozik. Az utóbbi fajnak 2009-ben viszonylag sok, kb. 150-200 egyede élt az európai állatkertekben, állománya stabilnak tekinthető. Népszerűségét annak köszönheti, hogy kis termetű, így könnyebben tartható az olyan 5-7 méteresre is megnövő fajoknál, mint a nílusi vagy a bordás krokodil. Ráadásul „törpesége” ellenére erőteljes testfelépítésű, impozáns krokodilféle. A program az alfajok meghatározását és elkülönítését, illetve a természetbe való visszatelepítés lehetőségének vizsgálatát tűzte ki célul.
Magyarországon a Szegedi Vadasparkban, a Győri Állatkertben és a Pécsi Állatkertben tartanak törpekrokodilokat.
Szegedre 2008-ban Lipcséből érkeztek az első egyedek, négy krokodil-fióka. Gyorsan növekedésnek indultak, egy év múlva a 80-100 centiméteres testhosszt is elérték.
A program irányításával egy nőstény maradt a Vadasparkban, majd 2012-ben a győri Xantus János Állatkertből érkezett mellé egy alfajának megfelelő hím. Együtt létük gyümölcsöző voltát mutatja, hogy a nőstény egy nagy költődombot kezdett el építeni a kifutójában, majd 2013 márciusában ebbe le is rakta a tojásait. A tojásokból 9 tompaorrú kis krokodil kelt ki. A vadaspark sikerének értékét mutatja, hogy az állatkertek nemzetközi adatbázisának (ISIS) adatai szerint az elmúlt egy évben (2013-ban) csak Szegeden sikerült szaporítani a fajt a világon.